# Бреси, Бобби
Бобби Бреси (англ. Bobbie Bresee; род. 19 сентября 1947, Сан-Диего, Калифорния) — американская модель и актриса.

## Биография
До того, как стать актрисой, Бобби работала учителем музыки и моделью журнала Playboy.
На экране дебютировала в 1978 году в сериалах «Чудо-женщина», «Ангелы Чарли», «Дэвид Кэссиди: Человек-загадка».
В 1979 году эпатировала публику Каннского кинофестиваля, появившись на красной дорожке в прозрачной блузке, обнажающей её грудь.
В 1984 году Бреси была номинирована на премию «Сатурн» как лучшая актриса года за роль в фильме «Мавзолей».
Бобби Бреси была замужем за актёром и радиоведущим Фрэнком Бреси вплоть до его смерти в 2018 году.

## Избранная фильмография
| Год  |   | Русское название                   | Оригинальное название | Роль                 |
| ---- | - | ---------------------------------- | --------------------- | -------------------- |
| 1978 | с | Ангелы Чарли                       | Charlie's Angels      | Эми                  |
| 1983 | ф | Мавзолей                           | Mausoleum             | Сьюзан Уокер Фаррелл |
| 1984 | ф | Гоблины                            | Ghoulies              | искусительница       |
| 1986 | ф | Вооруженный отпор                  | Armed Response        | Анна                 |
| 1987 | ф | Нацисты-сёрфингисты должны умереть | Surf Nazis Must Die   | мать Смега           |